# Фонтенмор
Фонтенмор (фр. Fontainemore) — муніципалітет в Італії, у регіоні Валле-д'Аоста.
Фонтенмор розташований на відстані близько 560 км на північний захід від Рима, 45 км на схід від Аости.
Населення — 446 осіб (2014).

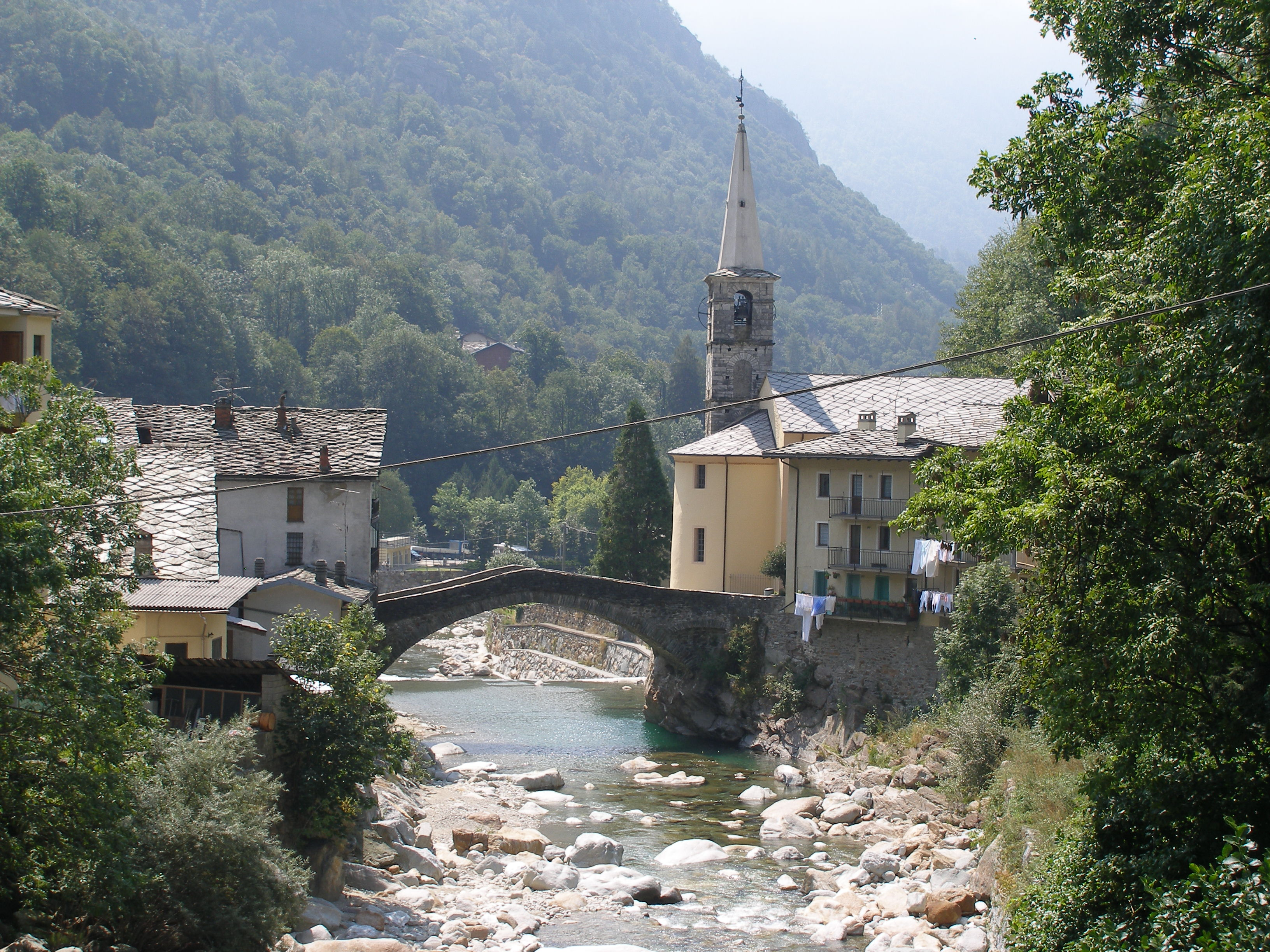

Щорічний фестиваль відбувається 17 січня. 

## Демографія
Населення за роками:

Станом на 1 січня 2023 року в муніципалітеті офіційно проживало 30 іноземців з 7 країн, серед них 10 громадян країн Євросоюзу та 1 громадянин України.

## Сусідні муніципалітети
- Андорно-Мікка
- Б'єлла
- Іссім
- Лілльян
- Поллоне
- Сальяно-Мікка